# بازار اراک
بازار اراک یکی از بناهای نخستین شهر اراک است. با این همه بنای مجموعه بزرگ بازار اراک شامل حمام، مسجد، مدرسه، آب انبارها، گذرها و کاراوانسراها در زمان فتحعلی شاه قاجار و توسط یوسف خان گرجی در سال ۱۲۲۸ هجری قمری در بافت مرکزی سلطان آباد (نام قدیم اراک) بنیان گذاشته شد. این بازار به مرکزیت چهارسوق، دارای دو مسیر شمالی، جنوبی و شرقی، غربی است که از ۴ جهت به دروازه‌های قدیم شهر متصل می‌شده‌است و به نوعی استراتژیک‌ترین نقطه شهر در زمان‌های گذشته بوده‌است.

## تاریخچه ساخت
تاریخ شکل‌گیری و ساخت بازار به دوران ساخت شهر قدیم سلطان آباد (اراک امروزی) بازمی‌گردد و در واقع تاریخ ساخت بازار شهر با تاریخ ساخت شهر یکی است، گرچه ساخت شهر چند سالی طول کشیده ولی در متون تاریخی به زمان دقیق ساخت بازار اشاره‌ای نشده‌است. چنان‌که در اسناد و کتاب‌های تاریخی بیان شده ساخت شهر احتمالاً حدود بیست سال طول کشیده و در این میان بنای بازار و ارکان آن مانند راسته‌ها و سراها و دالان‌ها در خلال همین سال‌ها ساخته شده‌است. بنای اولیه این بازار را حاکم وقت اراک (سپهدار اعظم) که نام مسجد و مدرسه‌ای در بازار نیز به نام وی می‌باشد در اوایل قرن ۱۳ گذاشت.
یکی از دلایل ساخت بازار وجود اقتصاد قوی در اطراف شهر سلطان آباد بود. مرغوبیت محصولات کشاورزی در منطقه عراق (اراک) و نیز شهرت جهانی فرش ساروق و نیاز به ایجاد مرکزی برای فروش محصولات انگیزه اصلی ایجاد شهر و بازار آن از لحاظ اقتصادی بود.

## معماری

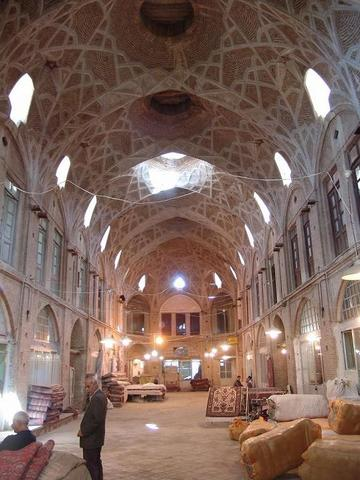
سرای کاشانی

مجموعه بازار اراک بر اساس طرحی از پیش اندیشیده احداث شده‌است و بر خلاف بازارهای دیگر مسیر آن به صورت آزاد و منحنی نیست، بلکه مسیرها منطم و دارای تقارن هندسی هستند. راسته بازار با گذرهای متعددی که آن را قطع می‌کند اساس بافت شطرنجی شهر سلطان آباد قدیم را ساخته بود.
این بازار دارای دو محور عمود برهم می‌باشد که یکی محور شمالی جنوبی به طول ۷۲۰ متر و دو ورودی یکی در شمال و یکی در جنوب و محور شرقی غربی به طول ۲۰۰ متر و دارای ۸ گذر و ورودی شرقی غربی است. گذرهای فرعی عمود بر دو گذر اصلی ساخته شده‌اند.
به علت معماری خاص بکار رفته در ساخت بنای بازار هوای داخل بازار در زمستان گرم و متبوع و در تابستان علی‌رغم سر پوشیده بودن بسیار خنک است.
محور شمالی جنوبی و محور شرقی غربی همدیگر را در محلی معروف به چهار سوق قطع می‌کنند که در این محل یک حوض سنگی نیز وجود دارد. مساحت کل مجموعه بازار بالغ بر ۱۴ هکتار می‌باشد. در قدیم در چهار طرف بازار ۴ دروازه به نام‌های دروازه قبله و دروازه راهزان و دروازه شهرجرد و دروازه حاج علی‌نقی وجود داشته که در گذر زمان از بین رفته‌اند.

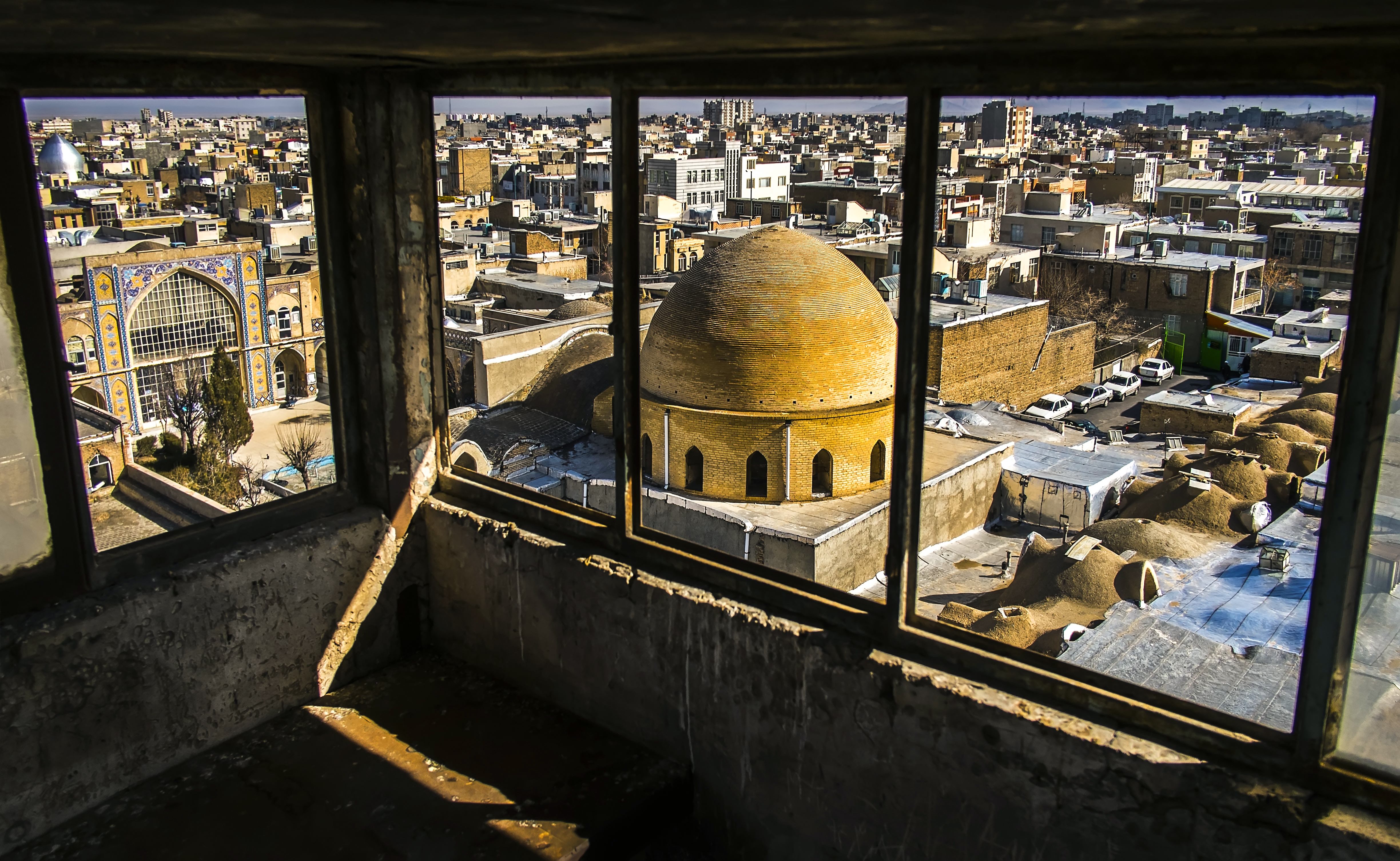
نمایی بیرونی

در ساخت این مجموعه بیشتر از آجر استفاده شده و ملات گچ و آهک و خاک رس نیز مکمل بنای بازار هستند و برای استحکام بنا از تیرچه چوبی استفاده شده‌است. در پای ستون‌ها نیز صفحات و ورق‌های منجمد مسی و سربی استفاده شده‌است.
سقف بازار به صورت گنبدی می‌باشد و در نمای پشت بام گنبدها در دو محور شمالی جنوبی و شرقی غربی به صورت ممتد دیده می‌شوند که گنبد مربوط به چهار سوق یا همان محل تلاقی دو محور بزرگ‌تر و متمایزتر از باقی گنبدها ست. در مرکز هر گنبد نور گیر چند ضلعی تعبیه شده که علاوه بر نقش نورگیری کار تهویه را نیز بر عهده دارد. به علت معماری خاص بکار رفته در ساخت بنای بازار هوای داخل بازار در زمستان گرم و متبوع و در تابستان علی‌رغم سر پوشیده بودن بسیار خنک می‌باشد.

## ویژگی‌های منحصربه‌فرد
بازار دارای دو مسیر شرقی غربی و شمالی جنوبی است که از چهار جهت به دروازه‌های قدیم شهر متصل می‌شد، بنابراین ورودی شهر از چهارسو از بازار آغاز می‌شده‌است. این مرکز تبادل اقتصادی به نحوه در شهر استقرار یافته که به عنوان محصور اصلی کالبد شهر بر تمام شهر اشراف داشته‌است.
راه‌های داخلی بازار به گونه‌ای طراحی شده‌اند که در هنگام حوادث و خصوصاً آتش‌سوزی دور شدن سریع جمعیت ممکن باشد. به این منظور کلیه سراها و تیمچه‌ها یک درب خروجی به خارج از بازار داشته و با یکدیگر در ارتباط هستند.

## مکان‌های موجود در بازار
در بازار اراک صدها باب مغازه وجود دارد که همه در راسته بازار فعالیت می‌کنند و مکان‌های دیگر مانند بازارچه‌های اختصاصی و باراندازها و انبارها و کارگاه‌های تولیدی در ۳۰ سرا و تیمچه فعالیت دارند.
در طرفین بازار و به فاصله ۵۰ متر از یکدیگر ساخته شده‌اند که از آن جمله می‌توان به تیمچه کاشانی که به بازار فرش اختصاص یافته و تیمچه مهر که به صنایع دستی مختص شده یا سراهایی دیگر مثل نوروزی، گلشن، آقایی، کتاب فروشان ٬نوذری، اکبری، فراهانی‌ها و کرمانشاهی که هر یک به کالایی خاص اختصاص یافته‌اند مانند پوشاک و غیره.

### سراها و تیمچه‌ها

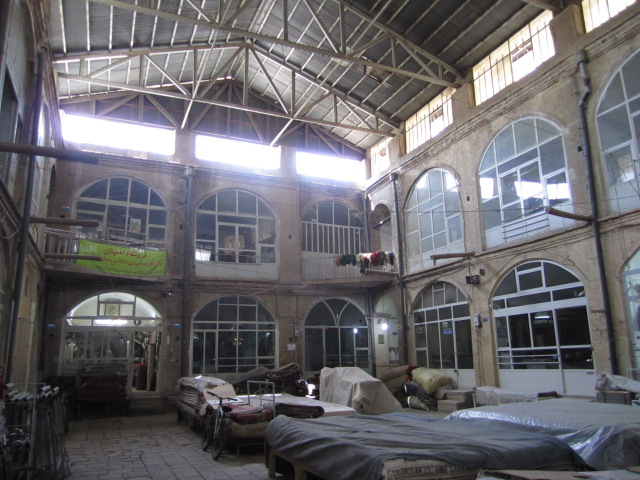
تیمچه هزاوه ای‌ها

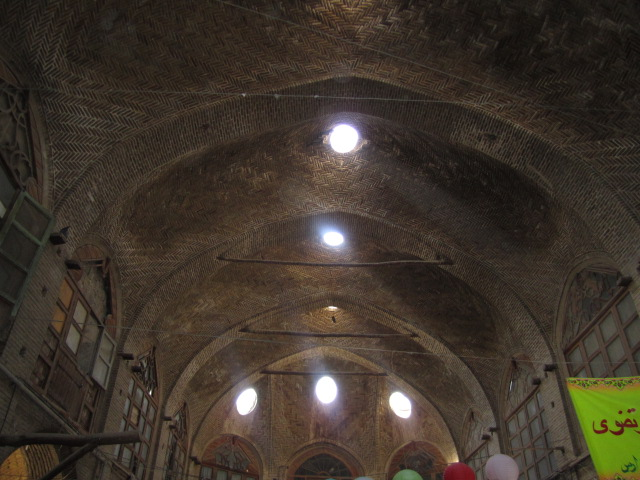
تیمچه اکبریان

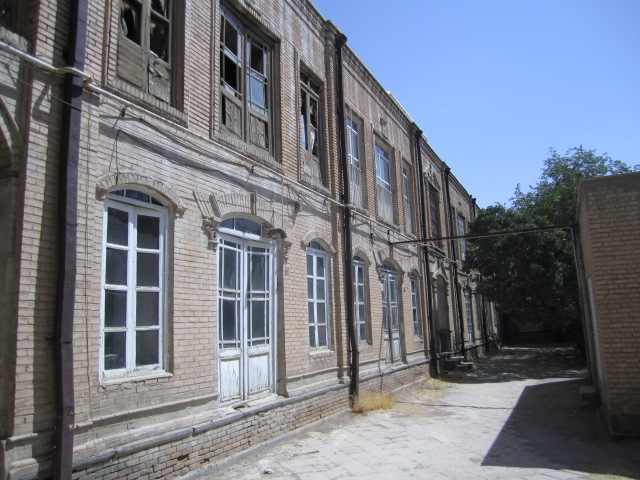
سرای کتابفروشها

در مسیرهای طولی و عرضی بازار سراها و تیمچه‌هایی وجود دارند که ساختمان آن‌ها معمولاً دو طبقه بوده که در پاره‌ای از آن‌ها تجار یا مسافرانی که از نقاط دور برای خرید به بازار می‌آمدند شب را در طبقه دوم سپری می‌کردند. سراها علاوه بر ایفای نقش تجاری، به عنوان اقامتگاه موقت نیز استفاده می‌شدند.
بازار دارای سراهای گوناگون است. برخی از این سراها به نام بنیانگذار آن یا نوع کالا و محصولاتی که در آنجا یافت می‌شود شهرت یافته‌اند.
|    | نام              | کاربری کنونی                                               | تعداد حجره طبقه اول | تعداد حجره طبقه دوم |
| -- | ---------------- | ---------------------------------------------------------- | ------------------- | ------------------- |
| ۱  | سرای فدایی       | دفتر بازرگانی، خواربار، صندوق قرض الحسنه، انبار برنج و چای | ۱۲                  | ندارد               |
| ۲  | سرای نبی زاده    | پوشاک، فرش، کفش، لوازم خانگی                               | ۷                   | ندارد               |
| ۳  | تیمچه نبی زاده   | تماماً کاربری لباس و کفش                                    | ۸                   |                     |
| ۴  | سرای ناظمی       | خیاطی، فرش، کاموا، انبار                                   | ۱۲                  |                     |
| ۵  | سرای کریمی       | لوازم خانگی، خرده فروشی، برنج و چای                        | ۱۲                  |                     |
| ۶  | سرای کرمانشاهی‌ها | انبار، لوازم خانگی، خامه فرش، پارچه                        | ۱۷                  |                     |
| ۷  | سرای کتابفروش‌ها  | انبار                                                      | ۲۷                  |                     |
| ۸  | تیمچه کتابفروش‌ها | فرش و خامه فرش                                             | ۱۴                  |                     |
| ۹  | تیمچه کاشانی     | فرش، صنایع دستی، موزه                                      | ۱۸                  |                     |
| ۱۰ | سرای کاشانی      | برنج، فرش                                                  | ۱۱                  |                     |
| ۱۱ | سرای صندوق سازها | فرش، صندوق سازی، پشتی                                      | ۲۰                  |                     |
| ۱۲ | سرای فلسطین      | پوشاک، فرش، پشتی، خیاطی، تعمیرات سماور و وسایل الکترونیکی  | ۲۰                  |                     |
| ۱۳ | سرای آقایی       | انبار فرش و خامه                                           | ۱۵                  | ۱۵                  |
| ۱۴ | سرای حاجباشی     | فرش                                                        | ۱۴                  |                     |
| ۱۵ | تیمچه حاجباشی    | انبار فرش                                                  | ۱۱                  | ۱۱                  |
| ۱۶ | سرای مسگرها      | مسگری، فروش ظروف آلومینیوم و روی                           | ۲۵                  |                     |
| ۱۷ | تیمچه نوذری      | فرش                                                        | ۶                   | ۶                   |
| ۱۸ | تیمچه کوچک نوذری | فرش                                                        | ۶                   | ۶                   |
| ۱۹ | سرای نوذری       | فرش، رفوگری، طراحی نقشه‌کشی                                 | ۱۶                  | ۱۶                  |
| ۲۰ | تیمچه نقشینه     | فرش                                                        | ۱۲                  |                     |
| ۲۱ | سرای گلشن        | خرازی، فرش، کفش                                            | ۴                   |                     |
| ۲۲ | تیمچه گلشن       | برنج، فرش                                                  | ۱۰                  |                     |
| ۲۳ | سرای تقوایی      | فرش، حوله                                                  | ۱۲                  |                     |
| ۲۴ | تیمچه تقوایی     | فرش، لوازم الکتریکی                                        | ۱۲                  |                     |
| ۲۵ | سرای هزاوه ای‌ها  | فرش                                                        | ۱۵                  |                     |
| ۲۶ | تیمچه هزاوه ای‌ها | فرش                                                        | ۹                   |                     |
| ۲۷ | سرای اکبریان     | انبار، فرش، سراجی، لوازم جانبی کفش                         | ۱۳                  |                     |
| ۲۸ | تیمچه اکبریان    | فرش                                                        | ۷                   |                     |
| ۲۹ | سرای قمی‌ها       | نجاری، انبار کفش، آبکاری ظروف مسی و برنجی                  | ۱۶                  |                     |
| ۳۰ | سرای نو          | قهوه‌خانه، خواربار، فرش، انبار فرش                          | ۸                   |                     |

### حمام‌ها
بازار اراک دارای چهار حمام بوده که بنابر اقتضای زمان برخی از آن‌ها تغییر کاربری دادند. از جمله این حمام‌ها می‌توان به حمام چهار سوق، حمام نو، حمام شیخ الاسلام و حمام فیروزه اشاره کرد.

### مدارس

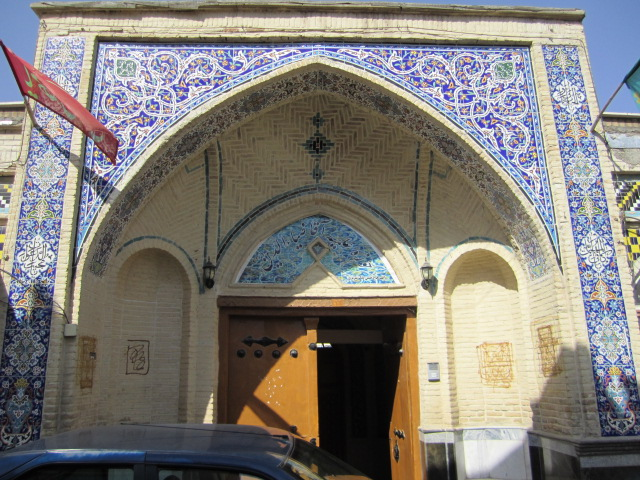
حوزه علمیه آقا ضیا الدین

### موزه‌ها
موزه مردم‌شناسی چهارفصل

## کارکردها

### کارکرد اقتصادی
وجود بازار وسیع و گسترده‌ای مانند بازار اراک از ساز و کارهای مورد نیاز بناهای تجاری مانند انبار و محل نگه‌داری و تخلیه کالا و مرکز فروش و سراها و تیمچه‌های مخصوص آن برخوردار بود و از این جهت می‌توانست پاسخگوی امور تجاری باشد و مبادلات کالا را برای خریداران و فروشندگان به آسانی فراهم سازد. از این رو این محل به تنهایی می‌توانست عامل بسیار مفید و سازنده‌ای برای جلب خریداران و فروشندگان داخلی و خارجی باشد. چنان‌که مشاهده می‌شود پس از گذشت زمانی نه‌چندان دور بازار اراک جایگاه خود را در تجارت و بازرگانی در سطح ایران و جهان باز می‌کند و در صدور کالاهایی چون خشکبار، صنایع دستی مخصوصاً فرش‌های دستباف نقش خود را پیدا می‌کند.

### کارکرد اجتماعی
بازار مکانی است که طبقات مختلف اجتماعی، قومی، نژادی و فرهنگی در ارتباط با یکدیگر قرار گرفته و به شکلی ناخودآگاه یکدیگر را تحت تأثیر قرار می‌دهند. این موضوع باعث گسترش پدیده‌های فرهنگی از یک حوزه فرهنگی به حوزه دیگر می‌شود. بازار محلی برای برخورد خریدار و فروشنده است که به شکل‌گیری نظام عرضه و تقاضا انجامیده؛ و در هر گذر دسترسی به اماکن مسکونی را امکان‌پذیر می‌کند. از این رو خریداران کالا با تجمع در بازار و در رابطه با فروشندگان به تبادل اطلاعات می‌پرداختند و در این میان بازار گاهی مکان مراوده و آشنایی نیز می‌شد.

### کارکرد سیاسی
از جمله کارکردهای دیگر بازار می‌توان به مکانی برای شورشها و اعتصابها و سیاستمداری‌ها اشاره کرد. در دوران مشروطه رقابت تاجران اراک با انحصار طلبی شرکت‌های خارجی که در آن زمان در زمینه تولید و تجارت فرش در بازار فعال بودند باعث شد تا شهر اراک و به موازات آن بازار به یکی از کانون‌های عمده مبارزه با سرمایه‌داری خارجی تبدیل شود. بازاریان و وابستگان به اقتصاد بازار تحت تأثیر جریان نهضت مشروطه قرار گرفتند و این مسئله موجب نشر افکار ضد استعماری و ترقی خواهانه در شهر شد.

## تخریب آب انبار بازار
آب انبار دویست ساله این بازار با دستور شفاهی شهرداری اراک جهت افزایش فضای مدرسه طلاب به‌طور کامل تخریب شد. این بنا به علت دو سقفه بودن یکی از بناهای نادر در میان آب انبارهای موجود در کشور بود.

## ثبت ملی
بازار اراک در تاریخ ۱۰ آبان ۱۳۵۵ با شمارهٔ ثبت ۱۲۸۵ به‌عنوان یکی از آثار ملی ایران به ثبت رسیده‌است.

## نگارخانه

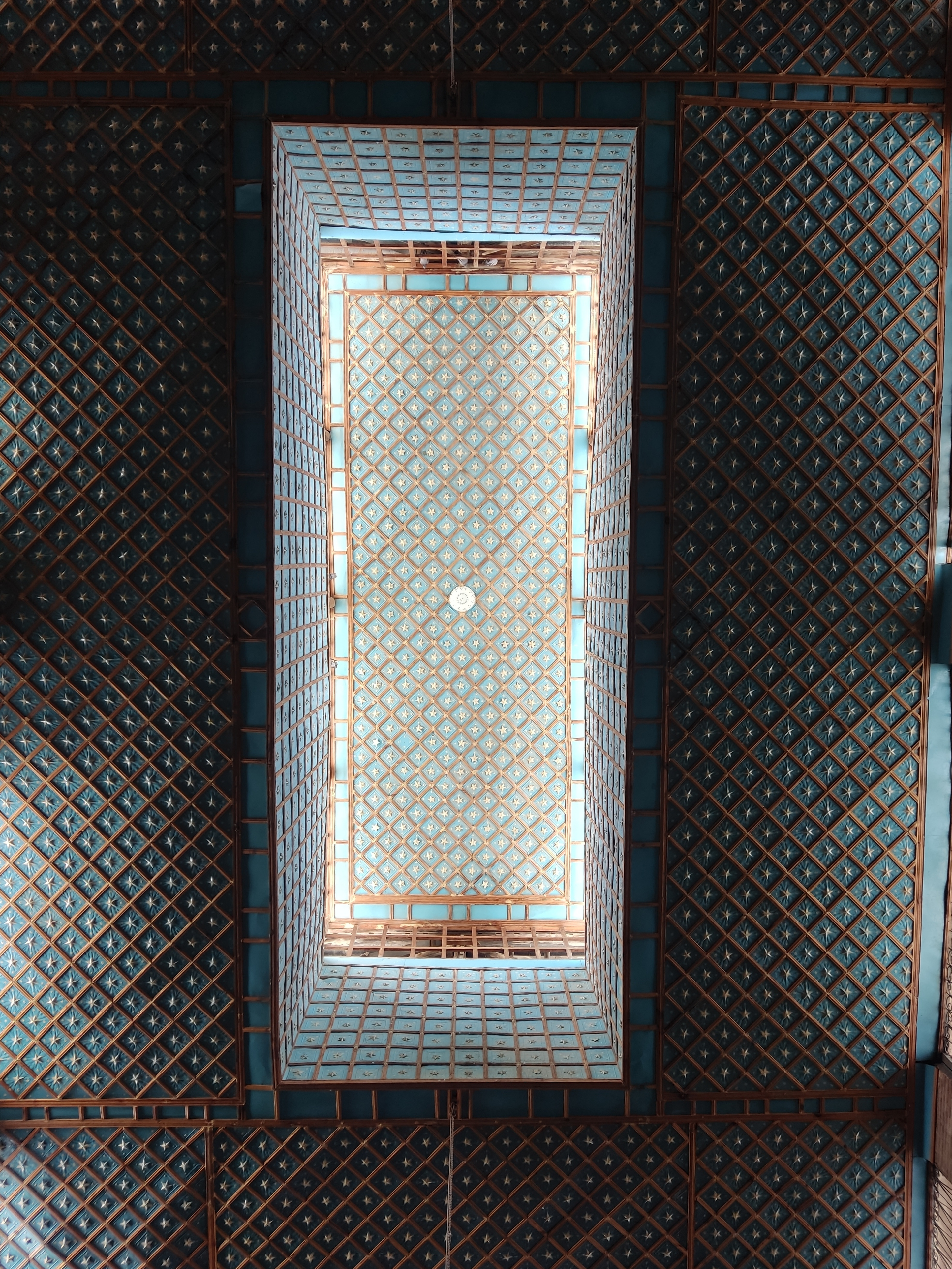
بازار اراک، سرای کتاب فروش‌ها

سرای فراهانی
سرای کرمانشاهی
سردر تازه ساخت بازار اراک
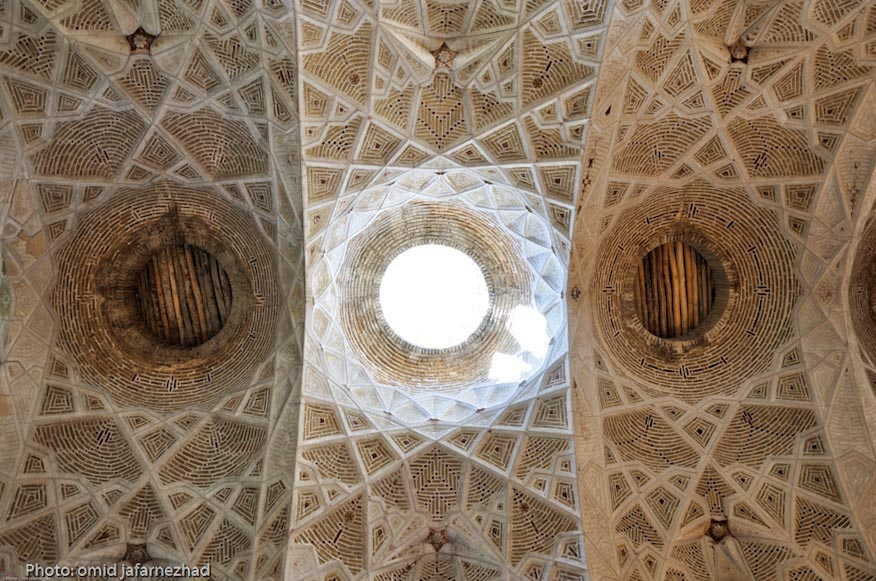
سرای کاشانی
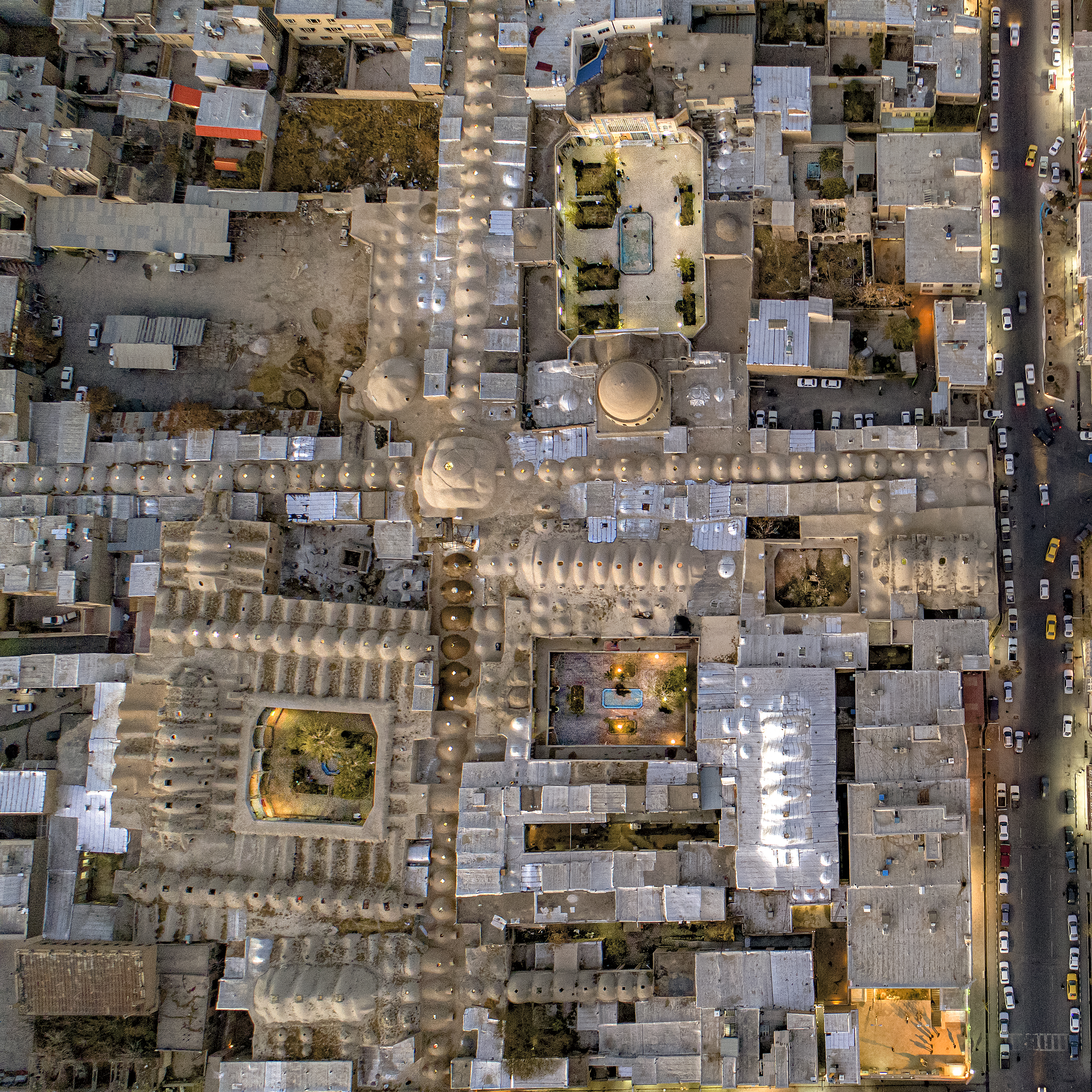
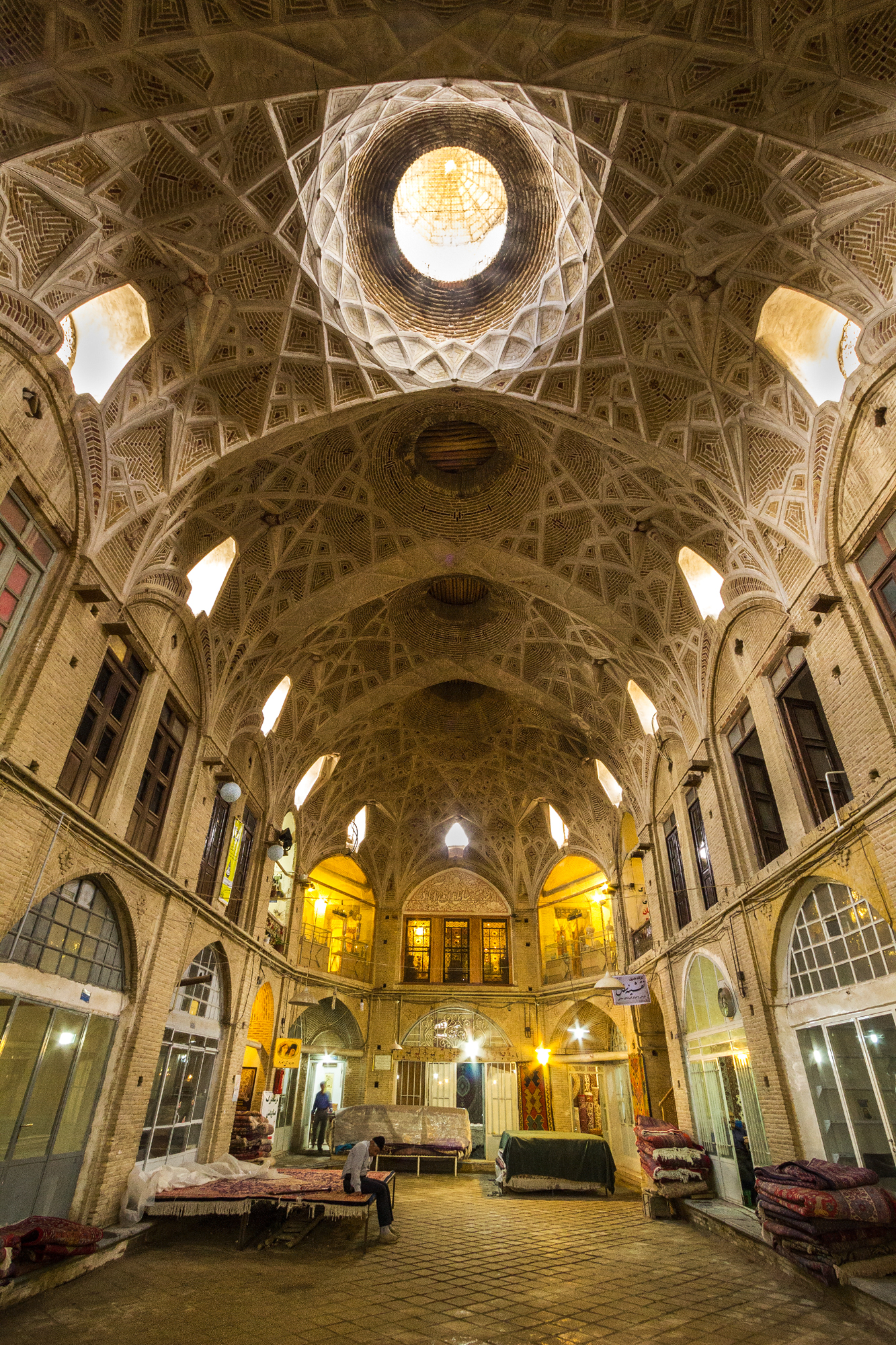
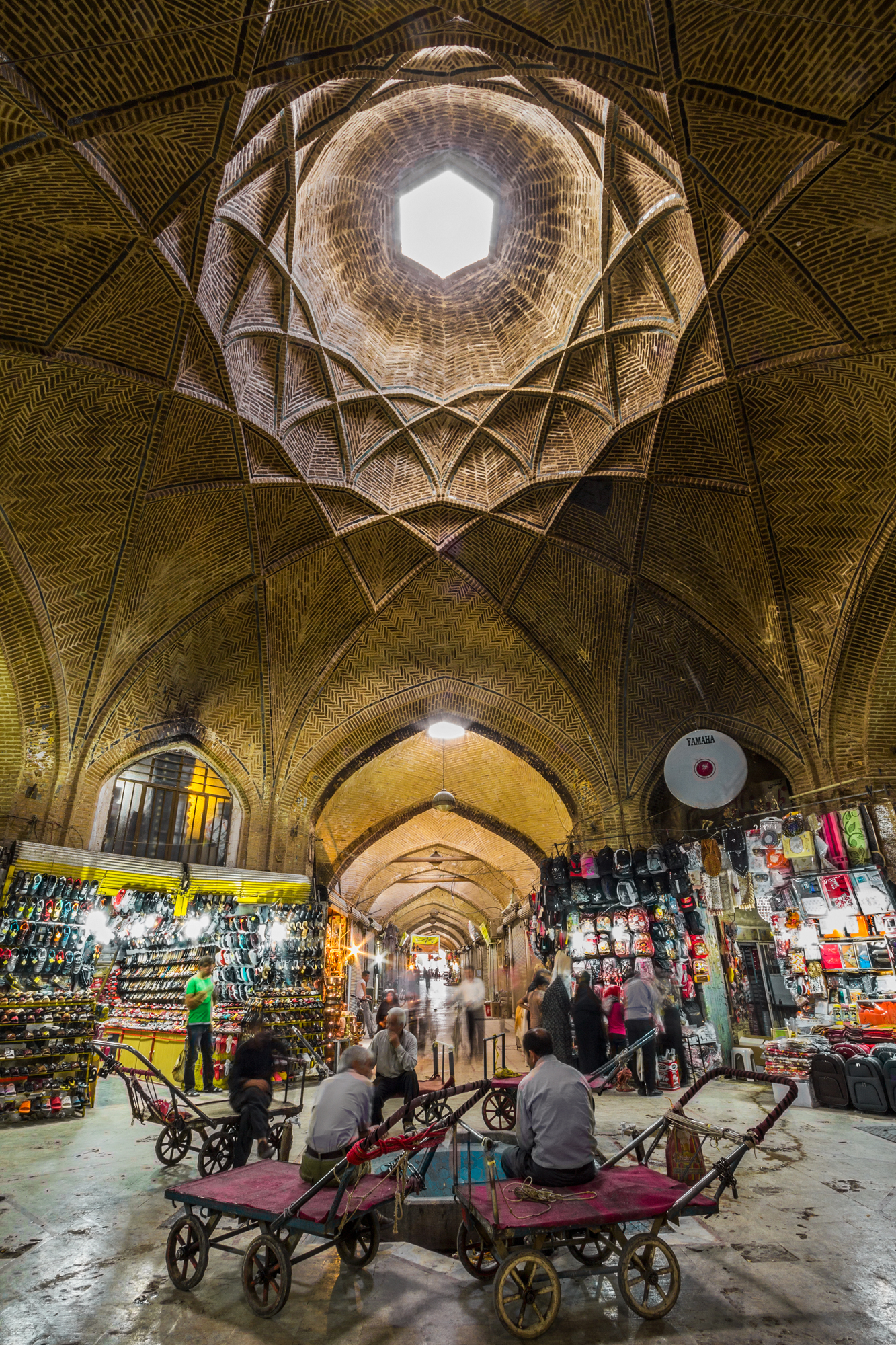